# Танова, Екатерина Дуктуг-ооловна
Екатерина Туктуг-ооловна Танова (27 марта 1930 — 30 марта 2020) — тувинская поэтесса, прозаик, драматург, переводчица
, кандидат исторических наук, заслуженный писатель Тувы (1990), Народный писатель Тувы (2005).

## Биография
Родилась 27 марта 1930 года в местечке Кара-Чыраа Тувинской Народной Республики. Окончила Кызылскую школу № 2, Абаканский учительский институт (1952), факультет журналистики Высшей партийной школы при ЦК КПСС, аспирантуру МГУ им. М. Ломоносова. Преподавала в школе, была завучем, секретарем комитета комсомола педагогического училища, заведующей отделом газеты «Тыванын аныяктары», сотрудником тувинского радио, заместителем председателя радиотелекомитета Тувинской АССР, директором Тувинского музыкально-драматического театра, преподавателем Кызылского государственного педагогического института, деканом факультета начального образования КГПИ, литературным сотрудником газет «Тыванын аныяктары», «Шын», «Тыва республика».

## Творчество
Литературную деятельность начала в 1951 году. Первая книга, сборник стихов «Ручеёк» вышел в 1964 году. Одна из основательниц детской тувинской литературы. Член Союза писателей и журналистов СССР. Её произведения были переведены на русский, украинский, монгольский, немецкий, якутский, алтайский и другие языки. На тувинский язык переводила произведения С. Михалкова, С. Маршака, А. Барто, Т. Шевченко… Перевела роман И. Тургенева «Накануне». Изданы более 20 книг. Писала пьесы. Автор более 10 пьес, учебных хрестоматий «Тыва школаларнын ийиги клазынга номчулга ному» (Книга для чтения для 2-го класса тувинских школ, 2002), «Тыва тоогузунге номчулга ному,3-4 класстарга» (Книга для чтения по истории Тувы для 3-4 кл, 2004), монографии "Периодическая печать Тувы (1924—1944).Член Союза журналистов СССР (1961), член Союза писателей СССР с 1981 года.

## Награды и звания
- Почетный гражданин г. Кызыла
- Заслуженный писатель Тувы (1990)
- Медаль Республики Тыва «За доблестный труд» (2000)
- медаль «100-летие со дня М. А. Шолохова» (2005)
- Народный писатель Тувы (2005)[2]
- Орден «Буян-Бадыргы» III степени (2016)[3]
- Лауреат премии имени Леонида Чадамба[4]

В декабре 2017 года награждена почетным знаком Союза журналистов России «За заслуги перед профессиональным сообществом».

## Основные публикации
- «Дамырак» (Кызыл, 1964)
- «Хемчиктиң ыры» (Кызыл, 1971)
- «Верба в цвету» (Кызыл, 1974)
- «Херелмаа» (Кызыл, 1978)
- «Хемчиктиң хүнү», чогаалдар чыындызы, (Кызыл, 1980)
- «Арбас-Ойну мунувуткаш» (Кызыл, 1983)
- «Чаштар делегейи» (Кызыл, 1989)
- «Тыва черге йөрээл» (Кызыл, 2000)
- «Чайыннанган чашкы шаавыс» (Кызыл, 2000)
- «Ийи 2» (Кызыл, 1967)
- «Акым дугайында тоожу» (Кызыл, 1976)
- «Периодическая печать Тувы» (Кызыл, 1979
- Красноярск, «Офсет», 2006)
- «Иениң салым-хуузу» (Кызыл, 1991)
- «Дошкун чылдарның чазы» (1993)
- «Кара-Бай» (Кызыл, 1993)
- «Ширбиилиң холдан салба» (Кызыл, 1999)
- «Кара-Чыраа галереязы» (Кызыл, 2000)
- «Тыва черге йөрээл», Кызыл, 2000)
- «Тайна цветущей ивы» (Кызыл, 2003)
- «Алфавитте үжүктерни адап, номчуп өөрениили», (Кызыл, 2006).